# Jacana
Jacana (Brisson, 1760) è un genere di uccelli della famiglia Jacanidae, a cui appartengono specie che vivono in Centro e Sud America.

## Tassonomia
Il genere Jacana comprende due specie:
- Jacana jacana (Linnaeus, 1766) - jacana dai barbigli
- Jacana spinosa (Linnaeus, 1758) - jacana spinosa